# Reprise Teatret
Reprise Teatret, nogle gange omtalt som Reprisen er en biograf i Holte i Nordsjælland. Biografen blev grundlagt i 1919 under navnet Holte Biograf Teater, som den første i den tidligere Søllerød Kommune, og er derved blandt de ældste biografer i Danmark. Reprise Teatret sender ofte nichefilm og film, der ellers ikke længere spilles i biograferne. Ved særlige lejligheder vises film med analog 35 mm film.
Søllerød Kommune overtog biografen i 1979, og den ejes således i dag af Rudersdal Kommune. Mette Schramm har ledet den siden 1998.

## Historie
Reprise Teatret ligger på Øverødvej i en bygning tegnet af A. og P. Kuld i stil med et antikt græsk tempel. Den første film var Ravneungerne og blev spillet d. 6. august 1919. Antallet af sæderne blev øget en del i de første årtier, over omkring 1940 283, og i 1962 oppe på 300. Man begyndte at importere ældre film som bl.a. Spillets regler fra 1939.
Inventaret blev renoveret i 1970'erne, men med den bevidste hensigt at få det til at se gammel ud, ved at tilføre møbler i klunkestil. Da biografgængere begyndte at efterspørge køb af inventaret var der en overgang en antikvitetsforretning i foyeren. 
I 1995 blev bygningen renoveret, og antallet af sæder var på dette tidspunkt 150.
Igen i 2002 blev bygningen renoveret, hvor der blev piloteret under bygningen, og genopbyggede gulvkonstruktionen i trin for at give bedre udsyn. desuden blev der installeret digitalt lydanlæg, for forbedrede højtalere og større lærred.
I 2014 blev der vist film i forbindelse med filmfestivalen CPH:DOX.